# نوتاسولگا (آلاباما)
نوتاسولگا (به انگلیسی: Notasulga) شهری در شهرستان میکن ایالت آلاباما است که مساحت آن ۳۶٫۱۴ کیلومتر مربع است و در سرشماری سال ۲۰۱۰ میلادی، ۹۶۵ نفر جمعیت داشته و تراکم جمعیتی آن، ۲۶٫۷ نفر در هر کیلومتر مربع بوده است.

## نگارخانه

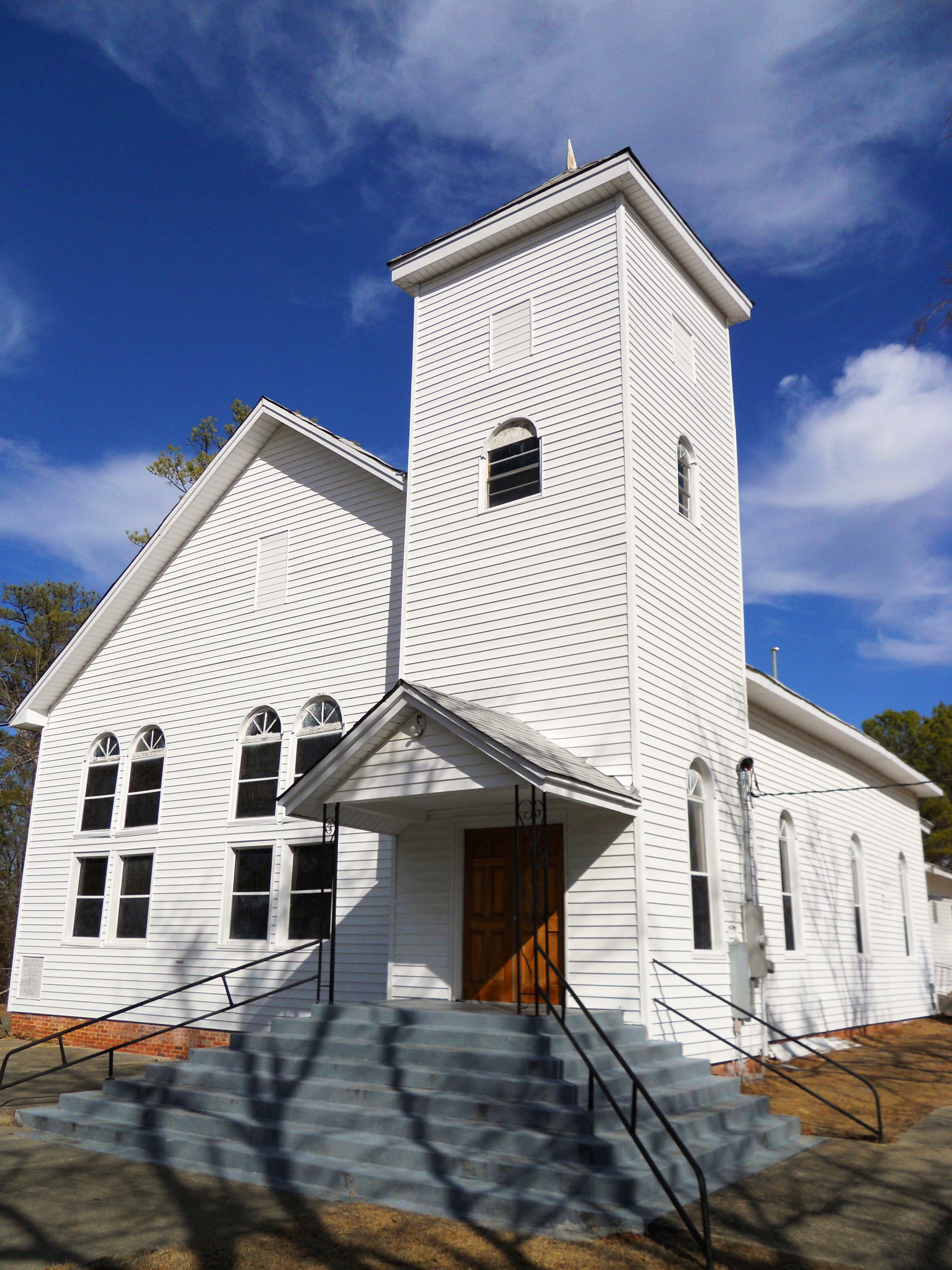
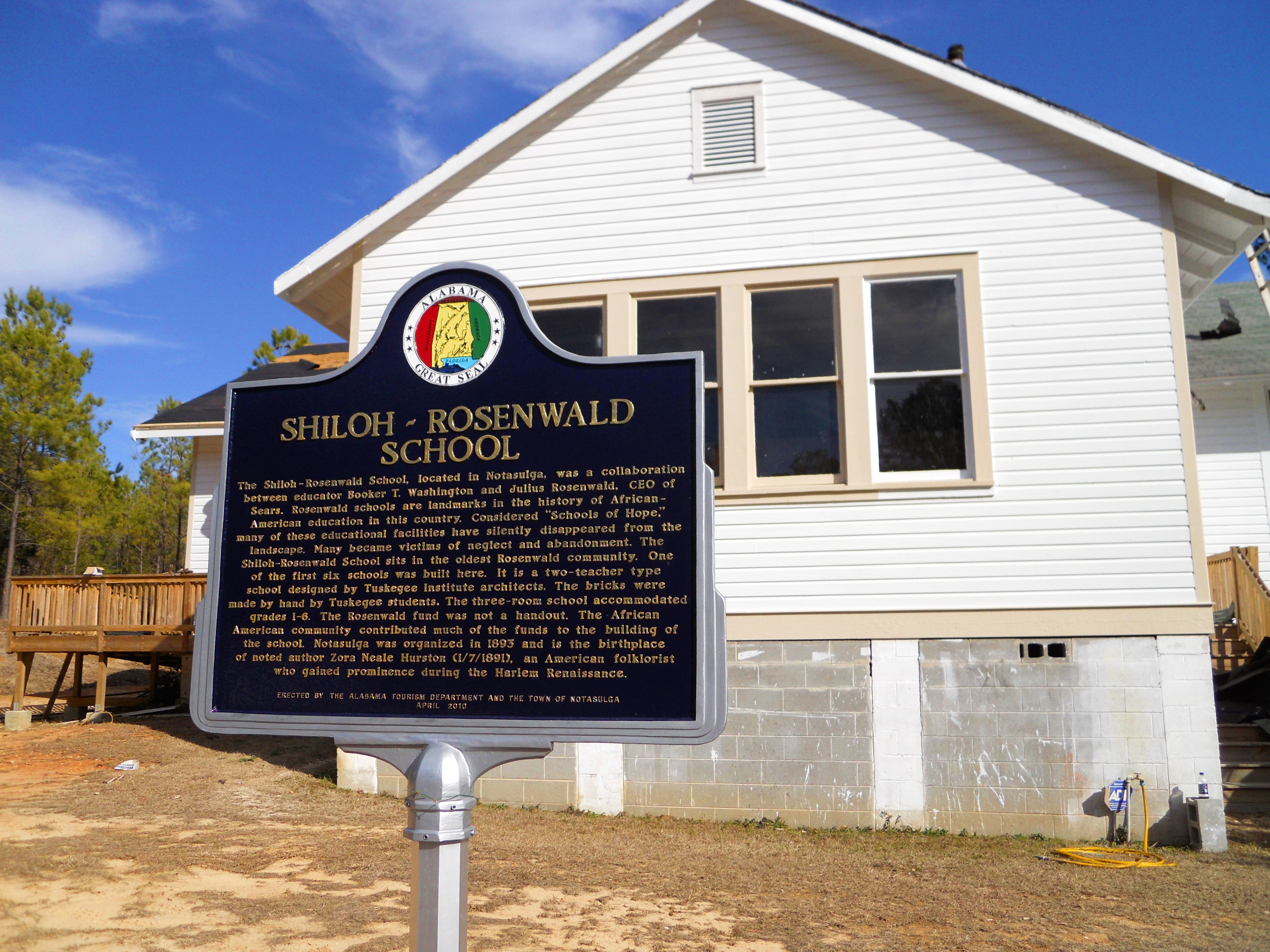
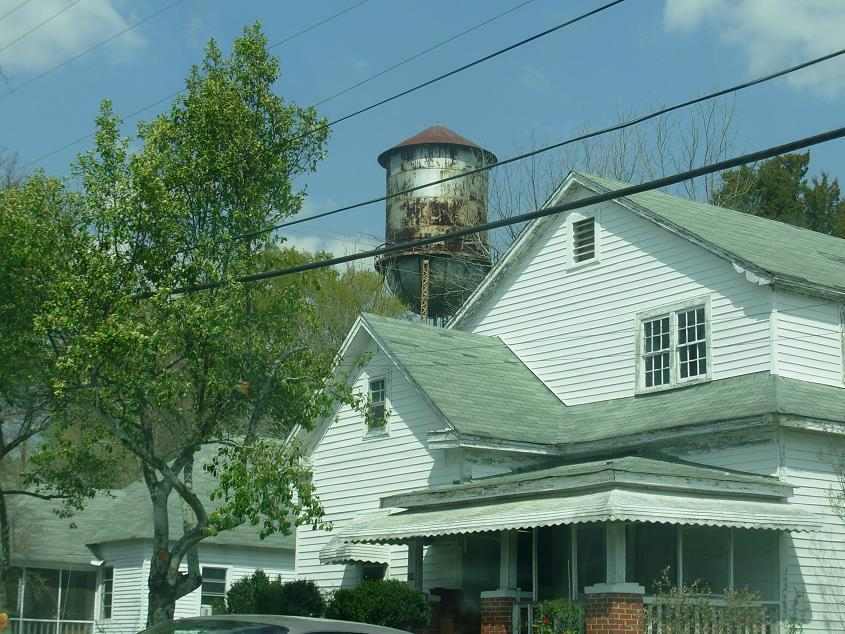
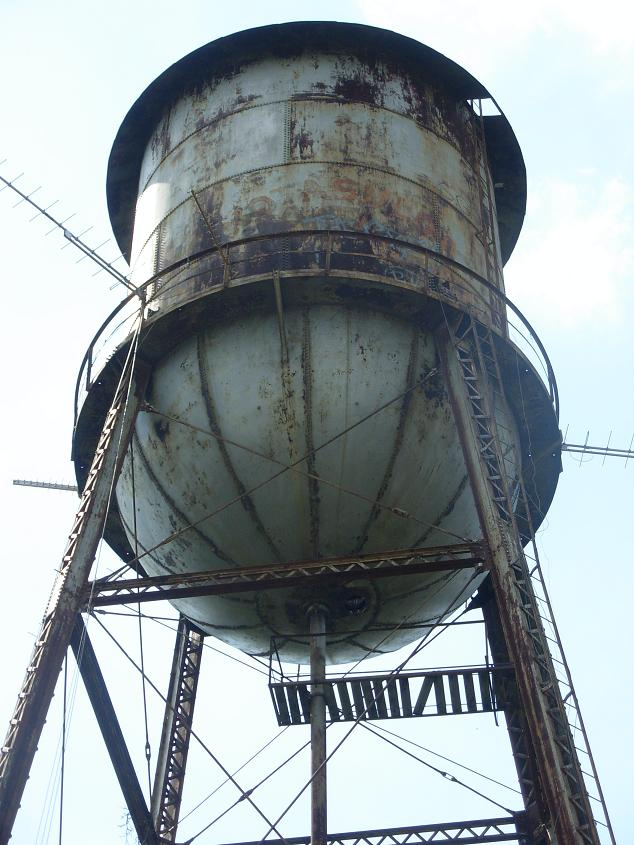
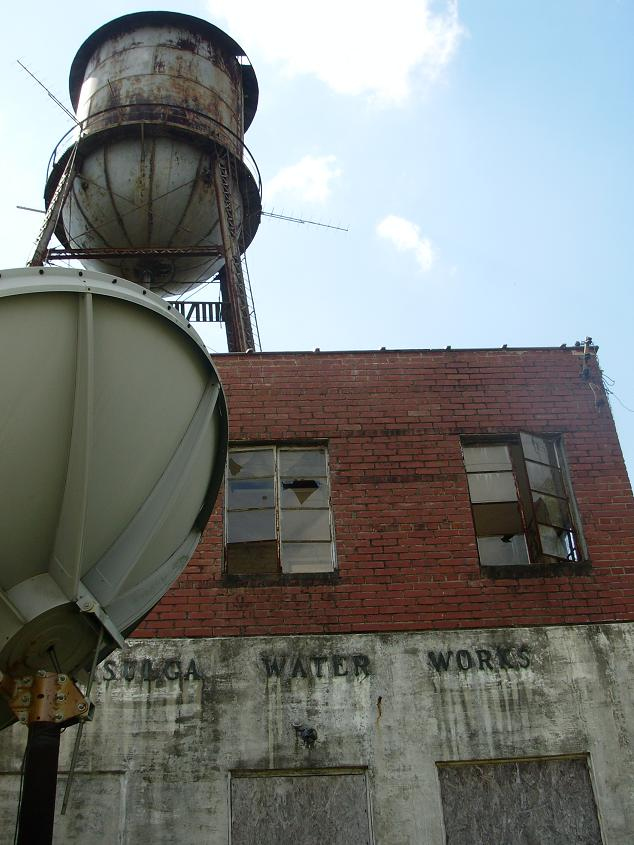
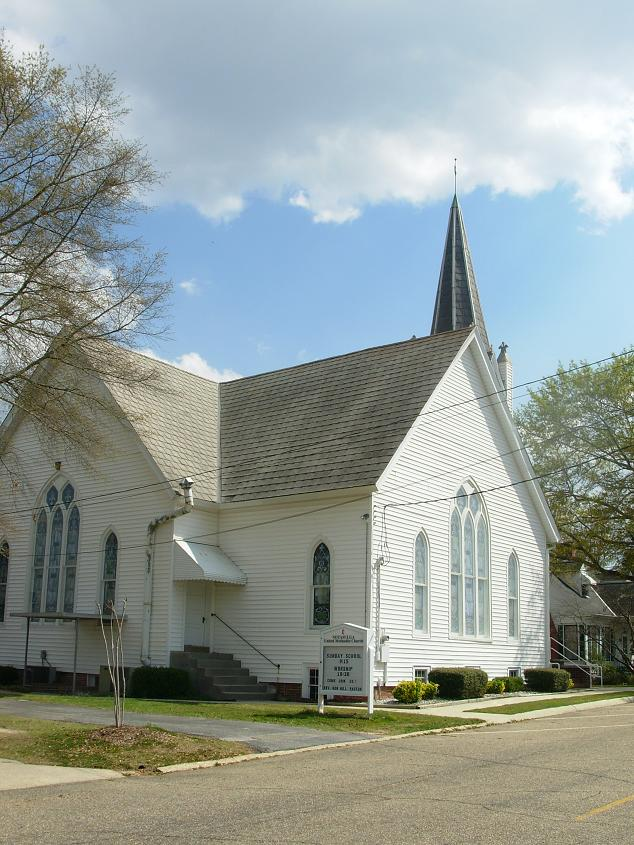